# アイスホテル

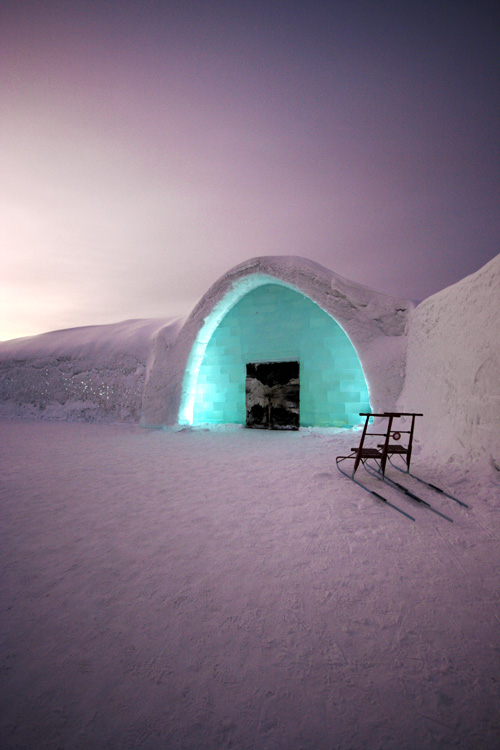
アイスホテル

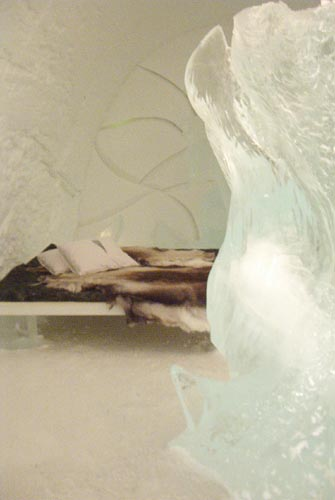
客室。氷の彫刻が飾られ、ベッドにはトナカイの毛皮が敷かれる。

アイスホテルとは、氷・雪を建材として使ったホテルである。池などが凍る季節に各所で開設される。

## 開催地
もっとも古く大きいアイスホテルは、スウェーデンのキルナ郊外ユッカスヤルビ村にてトルネ川の氷を用いてホテル（ユッカスヤルビのアイスホテル）が建設される。このホテルは、毎年12月に世界中から集まる氷の彫刻家によって建てられ、4月には溶けてなくなってしまう。冬のみ宿泊できるアイスホテル棟では、壁、床、天井、ベッドなどの家具の全てが雪と氷で作られる。
カナダなど、他の北国でも開催される。日本では北海道占冠村で、スウェーデンのアイスホテルを模して毎年冬に作られる。

## 歴史
1989年に、ユッカスヤルヴィ村で、日本の氷彫刻家が地元の観光協会の希望で展示会を開催した。1900年にフランス人彫刻家 Jannot Derid がイグルーを併設し、アイスホテルというイベントが開催されるようになった。

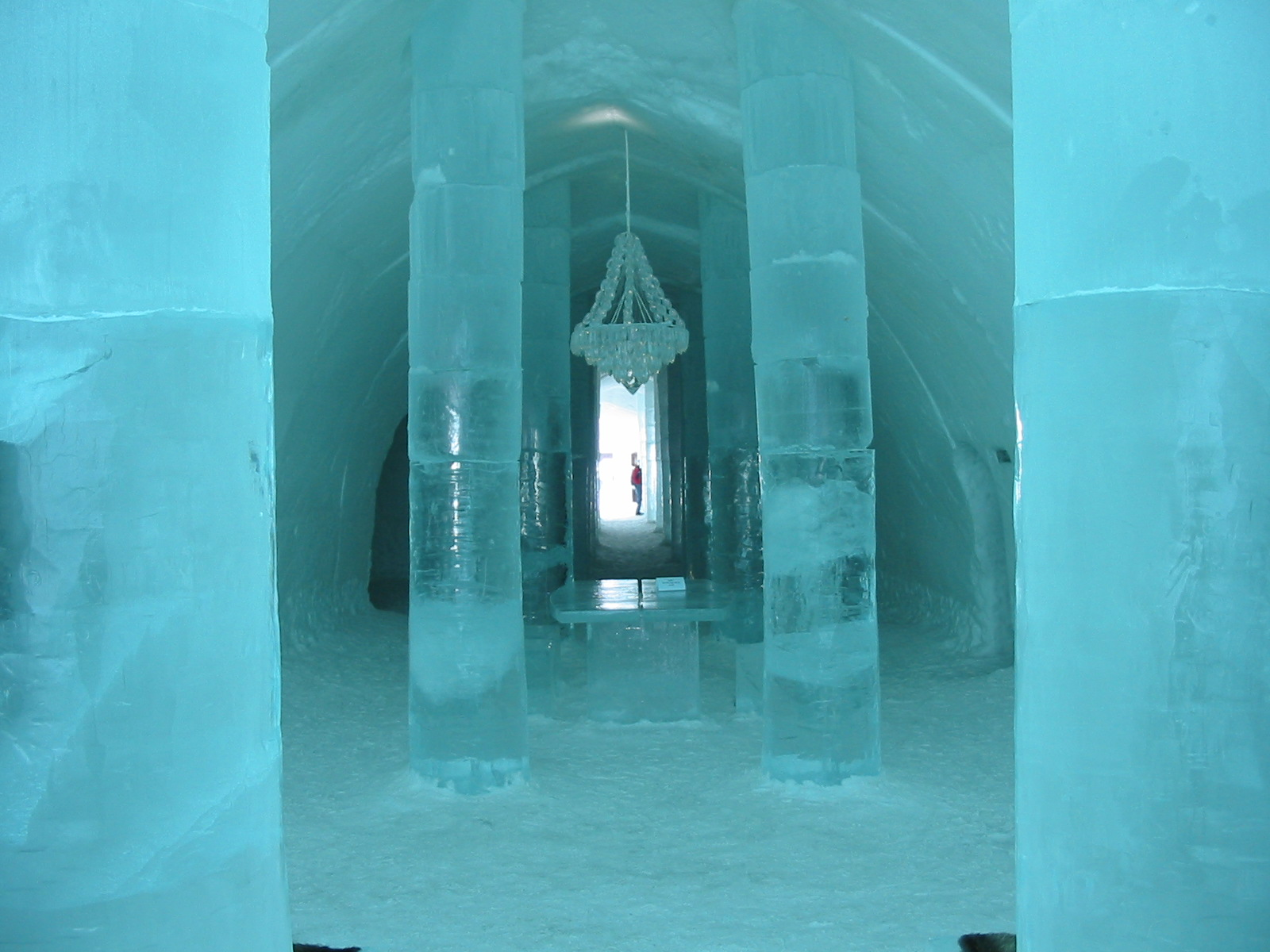
2005年のエントランス
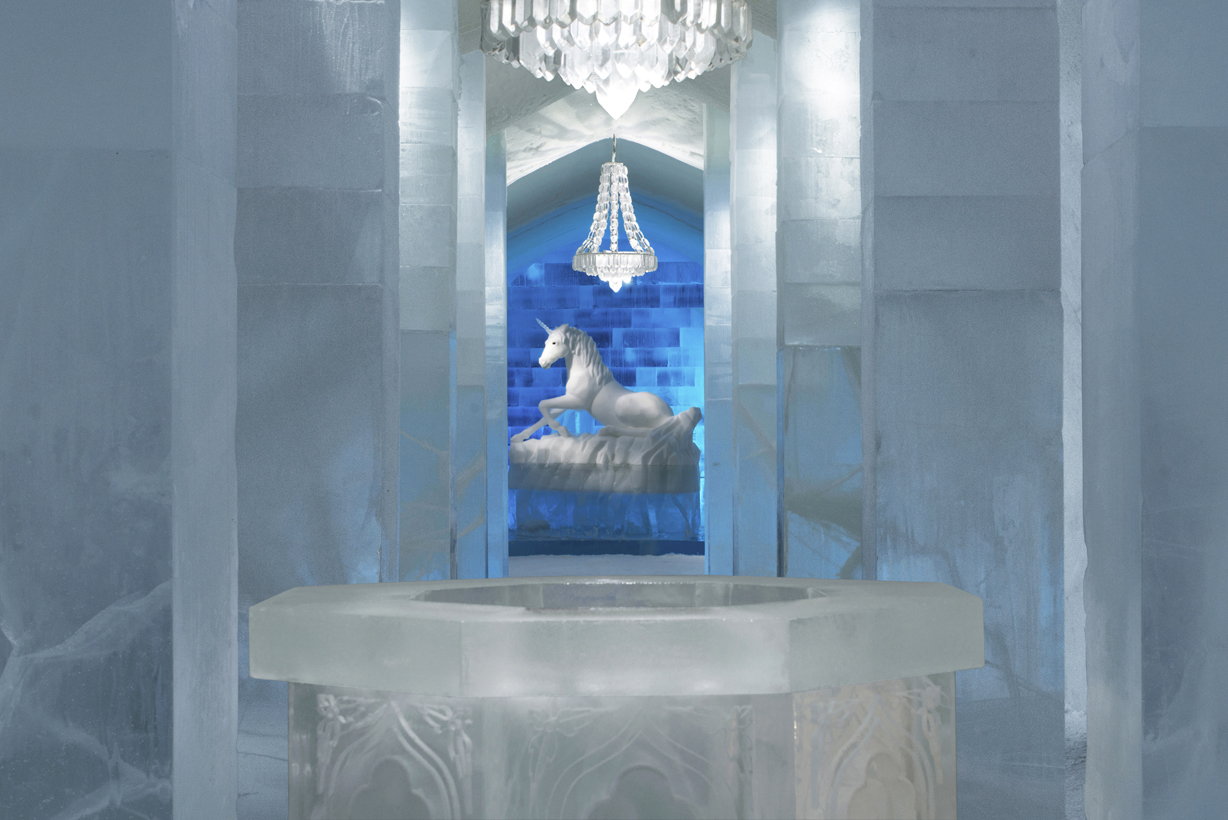
2014年のエントランス
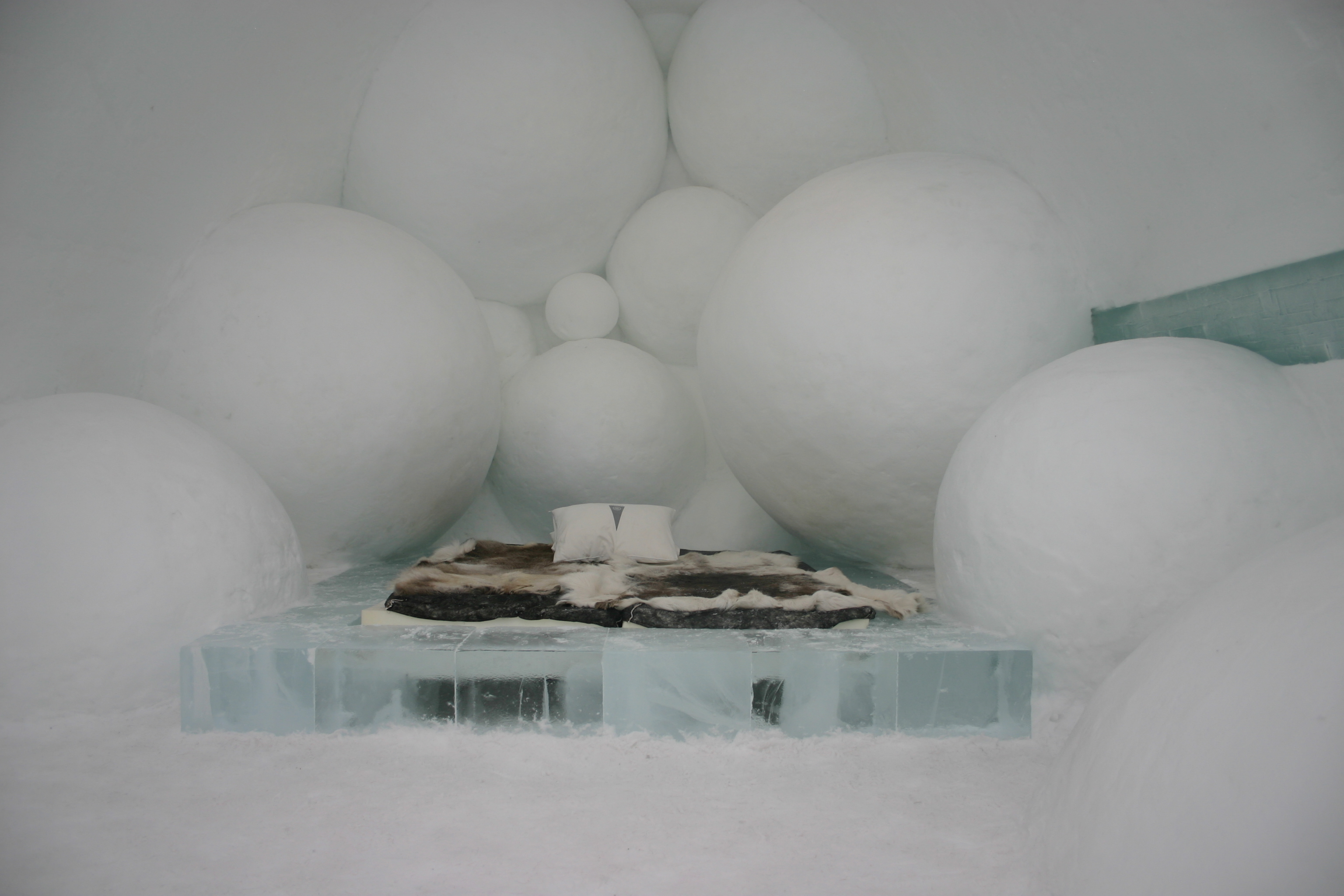
ベッド
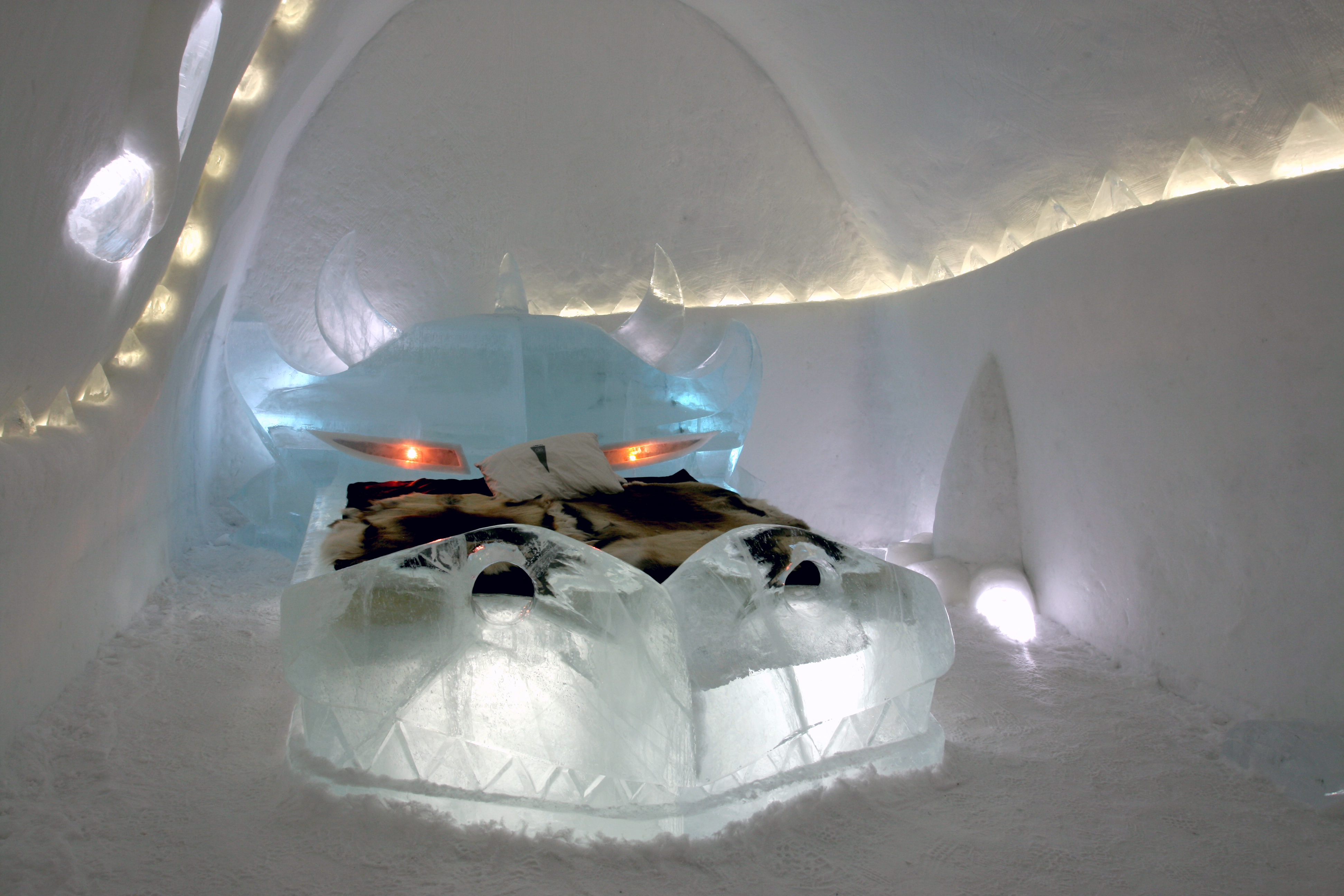
ベッド2
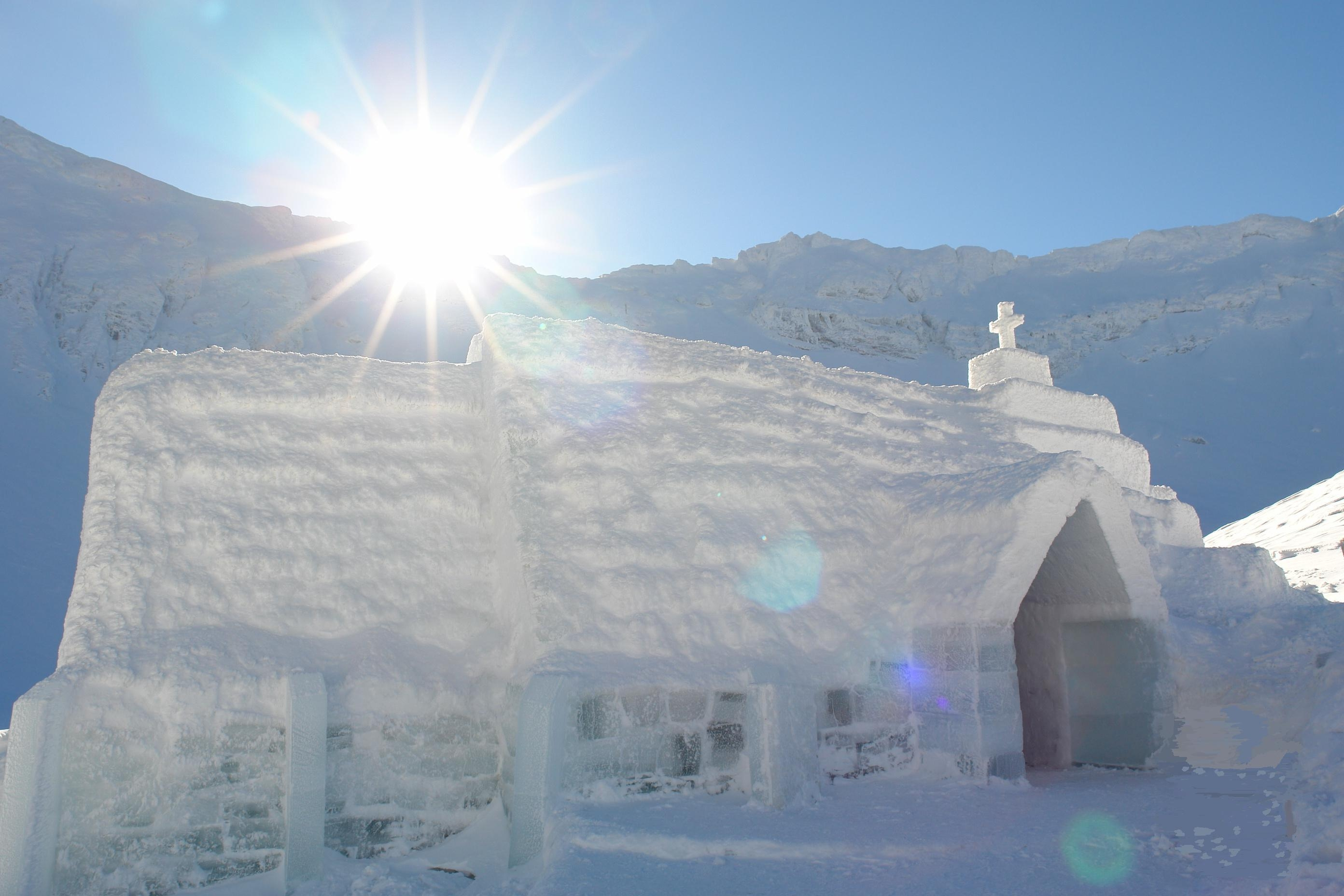
併設された教会
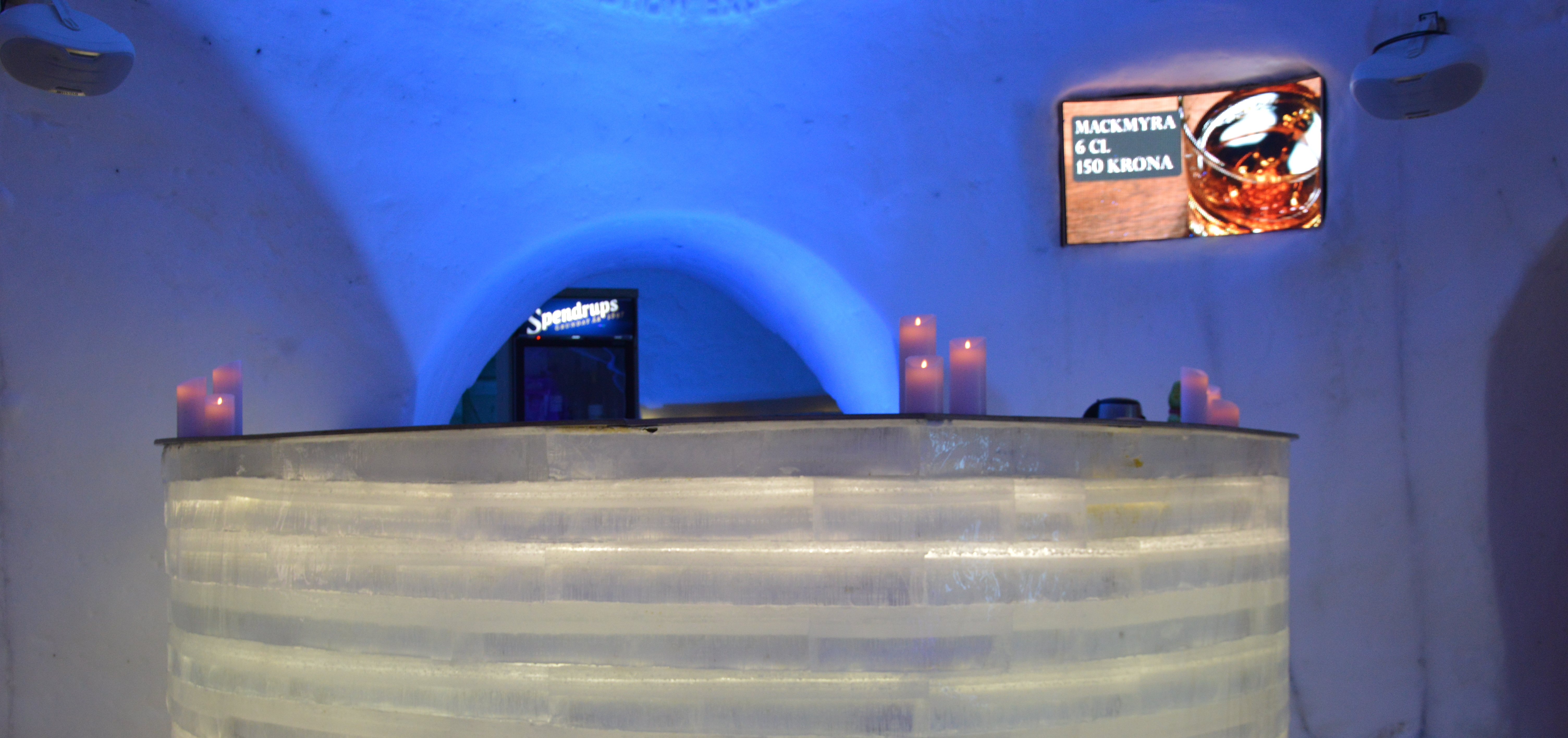
併設された酒場
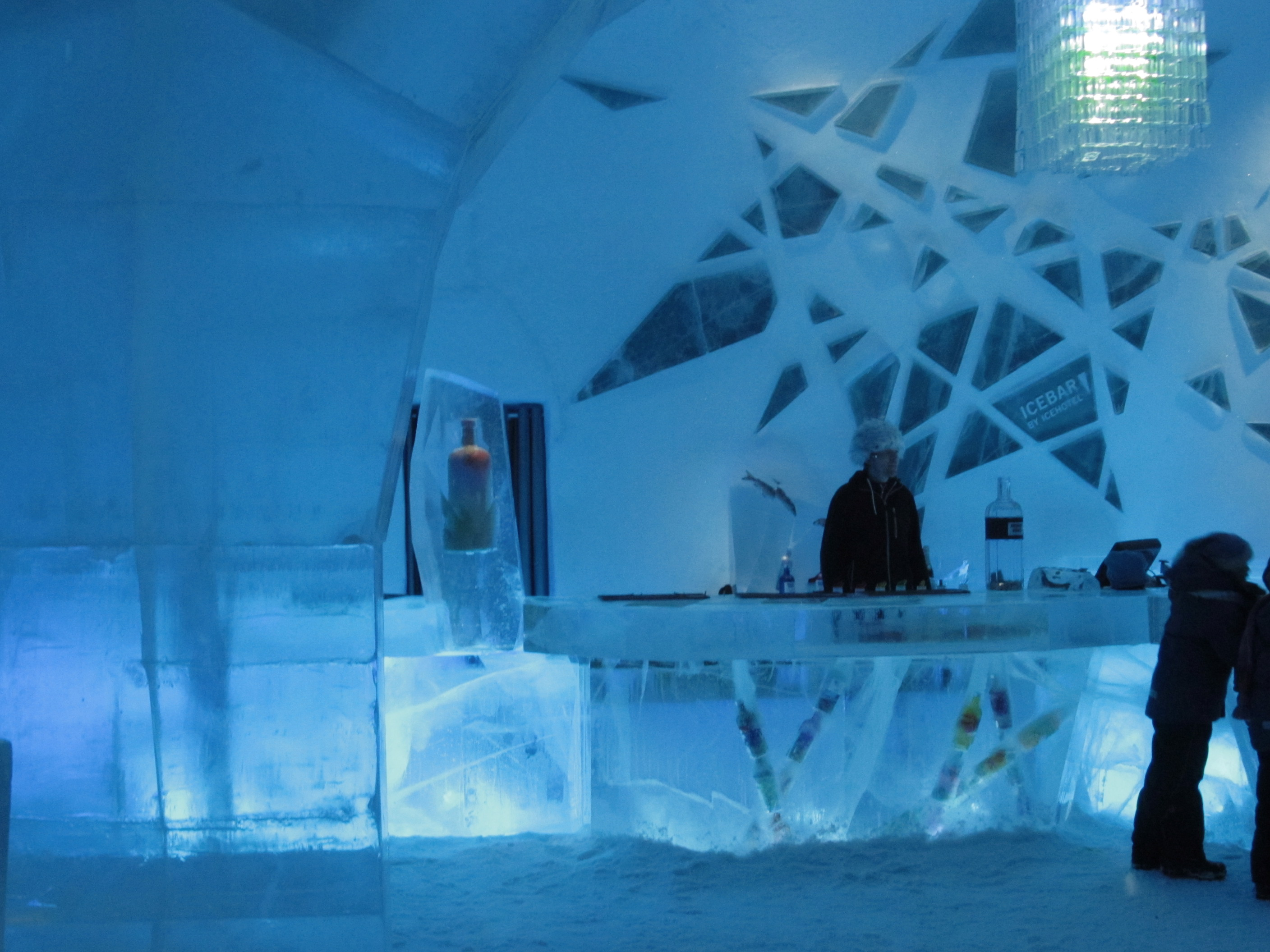
2012年の酒場
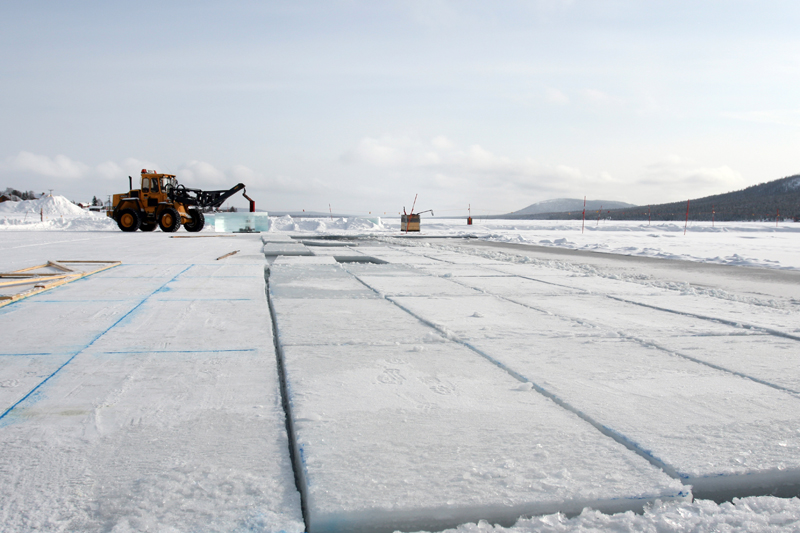
建材の氷を切り出している現場